# Oberamt Rötteln

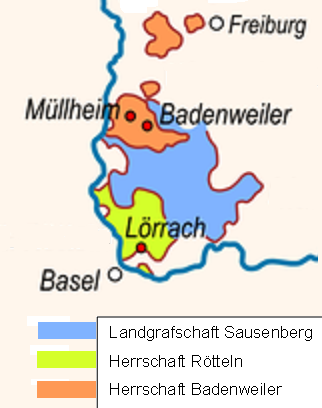
Markgräflerland mit der Herrschaft Rötteln und der Landgrafschaft Sausenberg

Das Oberamt Rötteln (auch Oberamt Sausenberg und Röteln und ab 1682 Oberamt Sausenberg und Röteln zu Lörrach) war seit dem 16. Jahrhundert ein Verwaltungsbezirk der Markgrafschaft Baden-Durlach und von 1771 bis 1803 der Markgrafschaft Baden, 1803 bis 1806 des Kurfürstentums Baden und 1806 bis 1810 des Großherzogtums Baden. Der Sitz des Oberamts war zunächst auf der Burg Rötteln und nach deren Zerstörung in Lörrach.

## Lage des Oberamts
Das Oberamt Rötteln grenzte im Westen an die zum Hochstift Basel gehörige Landvogtei Schliengen und den Rhein mit dem lange Zeit vorderösterreichischen Elsass am anderen Ufer sowie im Norden an die baden-durlachische Herrschaft Badenweiler und den vorderösterreichischen Breisgau an den es auch im Osten grenzte. Im Süden grenzte das Oberamt an die ebenfalls zu Vorderösterreich gehörige Kameralherrschaft Rheinfelden und die Stadt Basel. Es war somit weitgehend von Gebieten umgeben, in denen die Habsburger die Landeshoheit hatten.
Das Oberamt gehörte zum badischen Oberland und bildete zusammen mit dem Oberamt Badenweiler und dem Oberamt Hochberg die obere Markgrafschaft der Markgrafschaft Baden-Durlach.

## Auflösung des Oberamtes
Durch das Organisations-Reskript vom 26. November 1809 wurde das bisherige Oberamt Rötteln aufgelöst und an seine Stelle traten die neuen Bezirksämter Lörrach, Schopfheim und Kandern, die zusammen mit weiteren Ämtern den Wiesenkreis bildeten.

## Einwohnerzahlen
Während für 1709 mit 13955 Einwohnern gerechnet wird, wird für 1790 die Einwohnerzahl mit 28316 veranschlagt.

## Fläche
Die Fläche des Oberamts belief sich auf 450 km² und war damit etwas größer als das heutige Bundesland Freie Hansestadt Bremen. Es war das größte aller Ämter der Markgrafschaft Baden-Durlach.
Aufgrund der räumlichen Größe und der Einwohnerzahl gab es Ende des 18. Jahrhunderts Überlegungen das Oberamt aufzuteilen.

## Wirtschaft
Das Gebiet wird als fruchtbar beschrieben. Neben Wein, Hanf und Getreide wurde auch Flachs angebaut und Vieh gezüchtet. In der Landgrafschaft Sausenberg spielte auch die Waldwirtschaft eine Rolle. In Hausen im Wiesental und Kandern wurden markgräfliche Eisenhütten betrieben.  In den Vorbergen des Schwarzwaldes gab es Vorkommen an Blei, Eisen und Kupfer.

## Untergliederungen und Gemeinden des Oberamts

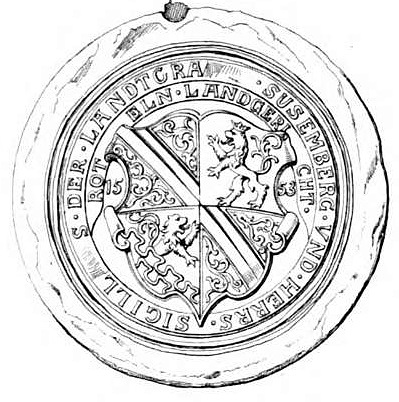
Siegel des Landgerichts der Landgrafschaft Sausenberg und der Herrschaft Rötteln von 1553.

Das Oberamt umfasste die beiden Verwaltungseinheiten der Markgrafschaft Hachberg-Sausenberg, die Herrschaft Rötteln und die Landgrafschaft Sausenberg, die in vier Viertel eingeteilt waren. Ende des 18. Jahrhunderts wurde das Schopfheimer Viertel aufgeteilt und mit dem Steinemer Viertel ein fünftes Viertel geschaffen. Die Einschaltung einer Zwischeninstanz zwischen den Ämtern und den Vogteien/Gemeinden gab es in der Markgrafschaft Baden-Durlach nur in den breisgauischen Ämtern Hochburg, Badenweiler und Rötteln. Das fünfte Viertel im Oberamt Rötteln stellte einen Sonderfall aufgrund der hohen Anzahl von Gemeinden dar.
- Herrschaft Rötteln (in der Tabelle mit HR abgekürzt)
  - Röttler Viertel
  - Weiler Viertel
- Landgrafschaft Sausenberg (in der Tabelle mit LS abgekürzt)
  - Sausenharder Viertel
  - Schopfheimer Viertel
  - Steinemer Viertel[12]

### Herrschaft Rötteln
Die Herrschaft Rötteln war ein Territorium im Heiligen Römischen Reich das seit 1315 dem Haus Baden bzw. dessen Nebenlinie Hachberg-Sausenberg gehörte.
Die Herrschaft stellte zu Zeiten der Edelfreien von Rötteln ein Konglomerat von Grundbesitz und Herrschaftsrechten dar, wobei die damalig zugehörigen Gebiete nicht klar belegt werden können. Hingegen gilt als erwiesen, dass das Herrschaftsgebiet der Edelfreien von Rötteln deutlich größer war, als die spätere Herrschaft Rötteln genannte Verwaltungseinheit der Markgrafen von Hachberg-Sausenberg.

### Landgrafschaft Sausenberg
Die Landgrafschaft Sausenberg bestand im Kern aus den im Rahmen der Erbteilung in der Markgrafschaft Baden-Hachberg im Jahre 1306 an Rudolf I. von Hachberg-Sausenberg gefallenen südlichen Landesteilen mit der Sausenburg als Herrschaftszentrum. Nachdem die Herrschaft Rötteln 1315 per Schenkung an die Markgrafen von Hachberg-Sausenberg gefallen war, wurden – heute nicht mehr näher zu bezeichnende – Teile dieser Herrschaft dem Verwaltungsbezirk Landgrafschaft Sausenberg zugeteilt. Der Begriff Landgrafschaft stammt aus der Teilung der Landgrafschaft Breisgau, deren südlicher Teil an die Markgrafen von Baden-Hachberg kam.

### Übersichtstabelle nach Gemeinden/Vogteien
Die nachfolgende Tabelle gibt die Situation um 1787 wieder.
| Gemeinde/Vogtei      | Viertel         | Anmerkungen | Wappen |
| -------------------- | --------------- | --- | ------ |
| Burg Rötteln         | HR/Röttler      | bis zur Zerstörung 1678 Sitz des Oberamtes (Landvogtei) |        |
| Sausenburg           | LS/Sausenharder | von 1306 bis 1315 Residenz der Markgrafen von Hachberg-Sausenberg; zerstört 1678 |        |
| Rötteln              | HR/Röttler      | Sitz eines Viertels-Vogts als Zwischeninstanz zwischen Oberamt und Gemeinde |        |
| Röttelnweiler        | HR/Röttler      | |        |
| Lörrach              | HR/Röttler      | wurde nach der Zerstörung der Burg Rötteln und dem Aufbau von Verwaltungsgebäuden ab 1682 Sitz des Oberamtes                                                                                          |        |
| Brombach             | HR/Röttler      | |        |
| Haagen               | HR/Röttler      | |        |
| Hauingen             | HR/Röttler      | mit Rechberg |        |
| Tumringen            | HR/Röttler      | mit Hasenloch |        |
| Rümmingen            | HR/Röttler      | |        |
| Wittlingen           | HR/Röttler      | |        |
| Schallbach           | HR/Röttler      | |        |
| Wollbach (Vogtei)    | HR/Röttler      | mit Hammerstein, Egisholz, Nebenau, Egerten und Reutihof (Rüttihof) |        |
| Grenzach             | HR/Röttler      | nur Ortsteil Grenzach ohne Wyhlen das zur Landschaft Rheintal der vorderösterreichischen Kameralherrschaft Rheinfelden gehörte                                                                        |        |
| Weil am Rhein        | HR/Weiler       | Sitz eines Viertels-Vogts als Zwischeninstanz zwischen Oberamt und Gemeinde |        |
| Tüllingen            | HR/Weiler       | |        |
| Haltingen            | HR/Weiler       | |        |
| Ötlingen             | HR/Weiler       | |        |
| Märkt                | HR/Weiler       | |        |
| Binzen               | HR/Weiler       | |        |
| Fischingen           | HR/Weiler       | |        |
| Eimeldingen          | HR/Weiler       | |        |
| Egringen             | HR/Weiler       | |        |
| Wintersweiler        | HR/Weiler       | |        |
| Welmlingen           | HR/Weiler       | |        |
| Blansingen           | HR/Weiler       | |        |
| Kleinkems            | HR/Weiler       | |        |
| Efringen             | HR/Weiler       | |        |
| Kirchen              | HR/Weiler       | |        |
| Holzen               | LS/Sausenharder | |        |
| Mappach              | LS/Sausenharder | mit Maugenhard |        |
| Tannenkirch (Vogtei) | LS/Sausenharder | mit Ettingen, Gupf, Uttnach, Kaltenherberge |        |
| Riedlingen           | LS/Sausenharder | |        |
| Feuerbach            | LS/Sausenharder | |        |
| Hertingen            | LS/Sausenharder | |        |
| Kandern              | LS/Sausenharder | Sitz eines Viertels-Vogts als Zwischeninstanz zwischen Oberamt und Gemeinde |        |
| Vogelbach (Vogtei)   | LS/Sausenharder | mit Malsburg-Marzell, Käsacker, Tantenmühle, Lausbühl, Höfe, Lütschenbach, Wambach, Kaltenbach |        |
| Sitzenkirch          | LS/Sausenharder | |        |
| Obereggenen          | LS/Sausenharder | mit Schallsingen |        |
| Niedereggenen        | LS/Sausenharder | |        |
| Feldberg             | LS/Sausenharder | mit Gennenbach und Rheintal |        |
| Vögisheim            | LS/Sausenharder | |        |
| Auggen               | LS/Sausenharder | mit Hach und Zizingen |        |
| Steinen (Vogtei)     | LS/Steinemer    | mit Hägelberg, Höllstein, Hüsingen, Maulburg, Langenau, Enkenstein; Sitz eines Viertels-Vogts als Zwischeninstanz zwischen Oberamt und Gemeinde                                                       |        |
| Weitenau (Vogtei)    | LS/Steinemer    | mit Klosterhof, Schlächtenhaus, Hofen, Hummelberg, Heuberg, Schrohmühle, Wieslet, Schillighof, Eichholz, Henschenberg, Sallneck, Demberg                                                              |        |
| Tegernau (Vogtei)    | LS/Steinemer    | mit Niedertegernau, Gresgen, Elbenschwand, Bürchau, Holl, Langensee, Hohenegg, Ried, Oberhäuser, Raich, Schwand, Wies, Stockmatt, Kühlenbronn, Fischenberg, Ebigen, Endenburg, Kirchhausen, Lehnacker |        |
| Neuenweg (Vogtei)    | LS/Steinemer    | mit dem vorderen, mittleren und hinteren Heubronn |        |
| Schopfheim           | LS/Schopfheimer | mit Höfen und Gündenhausen; Sitz eines Viertels-Vogts als Zwischeninstanz zwischen Oberamt und Gemeinde                                                                                               |        |
| Wiechs               | LS/Schopfheimer | |        |
| Eichen               | LS/Schopfheimer | |        |
| Fahrnau              | LS/Schopfheimer | |        |
| Hausen               | LS/Schopfheimer | |        |
| Raitbach (Vogtei)    | LS/Schopfheimer | mit Scheuermatt, Kehrengraben, Blumberg, Schweigmatt, Schlechtbach, Sattelhof und Kürnberg |        |
| Gersbach (Vogtei)    | LS/Schopfheimer | mit Lochmühle, Neuhaus, Fetzenbach; Hasel mit Glashütte; Dossenbach, Inzlingen, Stetten |        |

## Oberbeamte
Das Oberamt war eine Kollegialbehörde, deren Spitze aus zwei Personen bestand, dem Landvogt und dem Landschreiber.
Die Stelle des Landvogts war dem Adel vorbehalten. Sofern sie einmal vorübergehend mit einem Bürgerlichen besetzt war, so hatte dieser den Titel Oberamtsverweser. Die Landschreiber des Oberamts Rötteln waren seit dem Ende des 15. Jahrhunderts promovierte Juristen. Eine Aufzählung der Landschreiber mit biographischen Anmerkungen findet sich bei Vortisch.
Zu den bedeutenderen Landschreibern gehören der spätere baden-durlachische Kanzler Joseph Hettler und dessen Nachfolger Christoph Leibfried, der von 1599 bis 1635 das Amt wahrnahm und sich auch als Komponist betätigte, sowie der Rechtsgelehrte Michael Praun, Maximilian Wilhelm Reinhard und Gregor Moch.

### Die Landvögte
Listen mit Landvögten des Oberamts Rötteln finden sich bei Holdermann, Schülin und Krieger.
Der von Schülin ohne Beleg für 1382 genannte erste Röttler Landvogt, Heinrich von Hauenstein, ist urkundlich in den Regesten der Markgrafen von Baden und Hachberg nicht fassbar. Vermutlich ist Henman von Hauenstein gemeint, der als Ehevogt der Anna von Freiburg, der zweiten Ehefrau des Markgrafen Rudolf III. von Hachberg-Sausenberg, eingesetzt war. Bei Kindler wird er zwar auch oberster Vogt des Markgrafen Rudolf III. genannt, aber auch hier ohne Beleg. Auch in die Kreisbeschreibung wurde Heinrich von Hauenstein als erster Landvogt übernommen. Er kann aber wohl nicht als Landvogt im Sinne eines Stellvertreters des Markgrafen gesehen werde.
Der Edelknecht Ullmann Renk(e) oder Rengk wird 1394 als Obervogt des Markgrafen auf Schloss Waldenburg genannt. Er verwaltete aber die Herrschaft Waldenburg und war nicht Landvogt von Rötteln.
Der bei Schülin genannte Oswald von Pfirt ist in den Regesten nicht fassbar. Da das Geschlecht der Grafen von Pfirt bereits 1324 ausgestorben war, könnte es sich um ein Mitglied des Ministerialengeschlechts der Herren von Pfirt handeln. In diesem Geschlecht ist jedoch kein Oswald dokumentiert. In den Regesten findet sich Ende 1443 ein Hinweis auf einen Oswald Phirter, der vor etwa 60 Jahren als oberster Vogt ein Todesurteil gesprochen hatte. Es handelt sich sehr wahrscheinlich um ein Mitglied des Liestaler Geschlechts der Pfirter, die im 13. Jahrhundert im Umfeld der Grafen von Thierstein auftreten. In diesem Geschlecht gab es einen Edelknecht Oswald, der 1380 Vogt in Brombach war. Um einen Landvogt des Markgrafen Rudolf III. handelte es sich wohl nicht.
| Jahr          | Name                                  | Anmerkungen | Wappen |
| ------------- | ------------------------------------- | --- | ------ |
| 1428 bis 1444 | Georg von Tegernau                    | Oberster Vogt des Markgrafen Wilhelm von Hachberg-Sausenberg und der vormundschaftlichen Regierung des Grafen Johann von Freiburg-Neuenburg |        |
| 1448          | Heinrich Reich von Reichenstein       | |        |
| 1450          | Hans Bernher von Eschbach             | siehe Schülin (Leutrumsche Handschrift) und Kindler                                                                                         |        |
| 1453 bis 1463 | Peter Reich von Reichenstein          | |        |
| 1463 bis 1475 | Hans von Flachslanden                 | |        |
| 1475          | Wilhelm von Runs                      | |        |
| 1477          | Hans Heinrich von Baden               | |        |
| 1490          | Thüring Reich von Reichenstein        | siehe Krieger |        |
| 1493          | Rudolf von Blumeneck                  | siehe Krieger; zum Stammbaum siehe |        |
| 1497          | Hans Michael von Neuenfels            | siehe Krieger |        |
| 1502          | David von Landeck                     | siehe Krieger |        |
| 1513 bis 1519 | Jakob Nagel von der Alten Schönstein  | Krieger; zum Geschlecht siehe Kindler |        |
| 1521 bis 1531 | Konrad Dietrich von Bolsenheim        | siehe Krieger; Amtszeit nach Holdermann 1525–1527                                                                                           |        |
| 1531 bis 1535 | Fritz Jakob von Anweil                | |        |
| 1536 bis 1540 | Hans Albrecht von Anweil              | siehe Krieger erste Amtszeit |        |
| 1540 bis 1556 | Johann (Hans) Jakob von Rotberg       | siehe Krieger und Kindler † 1565 |        |
| 1556 bis 1568 | Hans Albrecht von Anweil              | zweite Amtszeit |        |
| 1569          | Hans Konrad von Ulm                   | siehe Krieger; zum Geschlecht siehe Becke-Klüchtzner                                                                                        |        |
| 1587          | Thüring Reich von Reichenstein        | |        |
| 1588 bis 1598 | Pankratius von Rust                   | siehe Krieger zum Geschlecht siehe Kindler                                                                                                  |        |
| 1598          | Hans von Ulm                          | |        |
| 1607 bis 1620 | Christoph Daniel von Anweil           | |        |
| 1621          | Georg Wilhelm Stürzel von Buchheim    | |        |
| 1625 bis 1632 | Hamann von Offenburg                  | zum Geschlecht siehe Kindler |        |
| 1633          | Wolff Reimboldt Wetzel von Marsilien  | Landvogteiverweser; zum Geschlecht siehe Hellbach                                                                                           |        |
| 1634          | Friedrich Jakob von Remchingen        | |        |
| 1636          | Johann Jakob Obser                    | bürgerlicher Amtsverweser |        |
| 1638          | Georg Wilhelm Waldner von Freundstein | 1638 kurzzeitig Abel Socin |        |
| 1640          | Hans Jakob Bertram von Hörspach       | 1625 noch Obervogt zu Pforzheim und markgräflich badischer Oberstleutnant                                                                   |        |
| 1643          | Philipp Jakob Waldner von Freundstein | Sohn des Georg Wilhelm Waldner von Freundstein. Tritt auch noch 1652 als Landvogt auf.                                                      |        |
| 1653 bis 1655 | Johann Jakob Vinther                  | bürgerlicher Amtsverweser, Oberamtmann, 1649 bis 1653 Landschreiber des Oberamts Rötteln                                                    |        |
| 1655 bis 1669 | Johann Pauli                          | bürgerlicher Amtsverweser, Oberamtmann |        |
| 1670 bis 1674 | Johann Georg von Merckelbach          | |        |
| 1674 bis 1694 | Reinhard von Gemmingen (1645–1707)    | |        |
| 1694 bis 1717 | Johann Bernhard von Gemmingen         | |        |
| 1717 bis 1748 | Ernst Friedrich Leutrum von Ertingen  | |        |
| 1748 bis 1772 | Gustav Magnus von Wallbrunn           | |        |
| 1772 bis 1792 | Ludwig Karl von Berckheim             | |        |
| 1792 bis 1797 | Sigismund von Reitzenstein            | |        |
| 1797 bis 1809 | August von Kalm                       | letzter Landvogt des Oberamts Rötteln; ab 1809 Direktor des Wiesenkreises                                                                   |        |